# عدوان

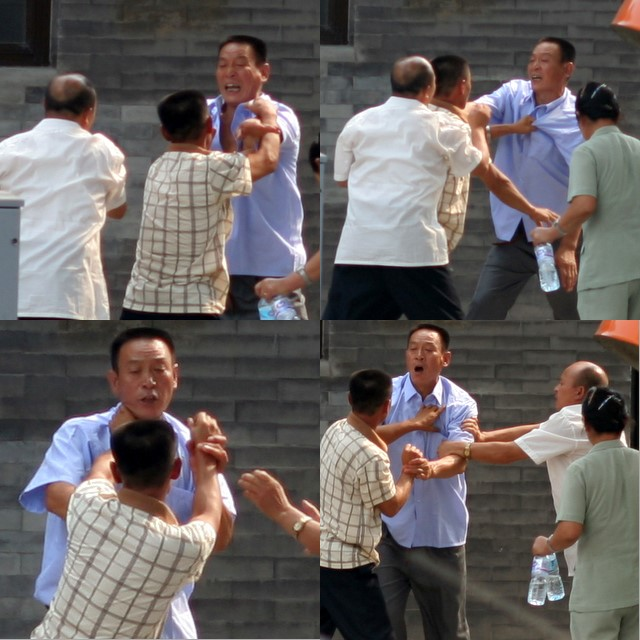
الشجار أحد أشكال أنواع العدوان.

عدوان هو تفاعل اجتماعي (عملية التأثير المتبادل الذي يمارسه الأفراد على بعضهم البعض أثناء اللقاءات الاجتماعية) سري أو علني وغالبا ما يكون مؤذيا بقصد إلحاق ضرر أو أذى من شخص لشخص آخر، وقد يحدث إما بشكل تفاعلي أو بدون استفزاز مسبق. عند البشر قد يحدث العدوان بسبب مجموعة متنوعة من العوامل، تتراوح من عدم الرضا عن الذات بسبب عدم تحقيق الأهداف إلى الشعور بالإهانة من الطرف الآخر.
يمكن تصنيف العدوان عند البشر إلى: عدوان مباشرة أوغير مباشرة؛ يتميز النوع الأول بالسلوك الجسدي أو اللفظي بنية إلحاق الأذى بشخص ما، أما النوع الثاني فيكون بغرض الإضرار بالعلاقات الاجتماعية للفرد أو المجموعة.
وفقًا للتعريفات المستخدمة بشكل عام في العلوم الاجتماعية والعلوم السلوكية، فإن العدوان هي أي فعل أو رد فعل من قبل شخص ما يتسبب في الشعور بعدم الراحة للشخص الآخر. ووفقًا لبعض التعريفات، يجب أن ينوي الجاني إلحاق الأذى بشخص آخر لكي يوصف سلوكه بالعدوان.
يعرف العدوان على أنه "مجموعة من الآليات التي نشأت خلال مسار التطور لإثبات تفوق الذات أو الأقارب أو الأصدقاء ضد الآخرين، بهدف كسب الموارد أو الدفاع عنها (الأسباب النهائية) بطرق مؤذية." غالبًا ما تكون هذه الآليات مدفوعة بمشاعر مثل الخوف أو الإحباط أو الغضب أو الشعور بالتوتر أو الهيمنة أو المتعة (الأسباب المباشرة)، وأحيانًا يكون السلوك العدواني بمثابة تخفيف التوتر أو الشعور الذاتي بالقوة. قد لا يعتبر السلوك الدفاعي أو الافتراس بين أعضاء الأنواع المختلفة من الكائنات عدوانًا بنفس المعنى.
يرتبط العدوان والعنف ببعض الحالات المرضية مثل اضطرابات الشخصية المضادة للمجتمع، والاضطرابات الذهانية، وتحت تأثير بعض الأدوية، ويدخل تحت بند العدوان جرائم العنف مثل القتل والاغتصاب والسرقة بالإكراه والمشاجرات، يهتم الطب النفسي بتحديد دوافع السلوك العدواني، والعوامل الاجتماعية والنفسية، وأساليب الوقاية والسيطرة على العنف والعدوان.

## مقدمة
اقترح العالم دولارد وآخرون. (1939) أن سبب العدوان هو الإحباط وهو شعور سيئ ناتج عن أي إعاقة للوصول إلى هدف مُرضٍ، وسع العالم ليونارد بيركوفيتس فرضية الإحباط العدوان هذه واقترح أن المشاعر غير السارة (وليس الإحباط) هي التي تثير الميول العدوانية، وأن جميع الأحداث المؤلمة التي لها تأثير سلبي تسبب ميولًا عدوانية، فضلاً عن ميول للخوف. يمكن أن يكون للعدوان فوائد تكيفية أو عواقب سلبية. يُعرَّف السلوك العدواني بأنه تفاعل اجتماعي فردي أو جماعي معاد بطبيعته بقصد إحداث أذى أو ضرر.
ينقسم العدوان عادة إلى نوعين أساسيين، الأول يشمل على العدوان الوجداني (العاطفي) بالإضافة إلى العدوان العدائي أو التفاعلي أو الانتقامي ويحدث كرد فعل على الاستفزاز ، بينما يشمل النوع الثاني العنف الفعال أو الموجه نحو الهدف الذي يستخدم كطريقة لتحقيق الهدف.

## اقرأ أيضاً
- غضب
- انتقام
- ظلم
- افتراء